# Leskia famelica
Leskia famelica là một loài ruồi trong họ Tachinidae.